# (1181) Lilith
(1181) Lilith ist ein Asteroid des Asteroiden-Hauptgürtels. Er wurde am 11. Februar 1927 vom russisch-polnisch-französischen Astronomen Benjamin Jekhowsky in Algier entdeckt.

## Bahneigenschaften
Lilith bewegt sich in einem Abstand von 2,1 (Perihel) bis 3,2 (Aphel) astronomischen Einheiten in ca. 4,3 Jahren um die Sonne. Die Bahn von Lilith ist 5,6° gegen die Ekliptik geneigt, die Bahnexzentrizität beträgt 0,2.

## Namensherkunft
Der Entdecker Benjamin Jekhowsky wählte den Namen „Lilith“ zu Ehren der französischen Komponistin Lili Boulanger (1893–1918). Mit der mythologischen Figur Lilith hat der Name nichts zu tun.